# Veikko Nyqvist
Veikko Nyqvist   (Hèlsinki, 9 d'agost de 1916 - Hèlsinki, 10 d'agost de 1968) fou un atleta finlandès, especialista en el llançament de disc, que va competir durant les dècades de 1940 i 1950.
El 1948 va prendre part en els Jocs Olímpics de Londres, on fou sisè en la prova del llançament de disc del programa d'atletisme. Quatre anys més tard, als Jocs de Hèlsinki, fou dotzè en la mateixa prova.
En el seu palmarès destaca una medalla de bronze en la prova del llançament de disc del Campionat d'Europa d'atletisme de 1946, en finalitzar rere els italians Adolfo Consolini i Giuseppe Tosi. Va guanyar quatre campionats nacionals de disc, el 1943, 1945, 1946 i 1949, i un de pes, el 1942.

## Millors marques
- llançament de pes. 14,85 metres (1943)
- llançament de disc. 50,97 metres (1951)[1][4]